# デバーロール島

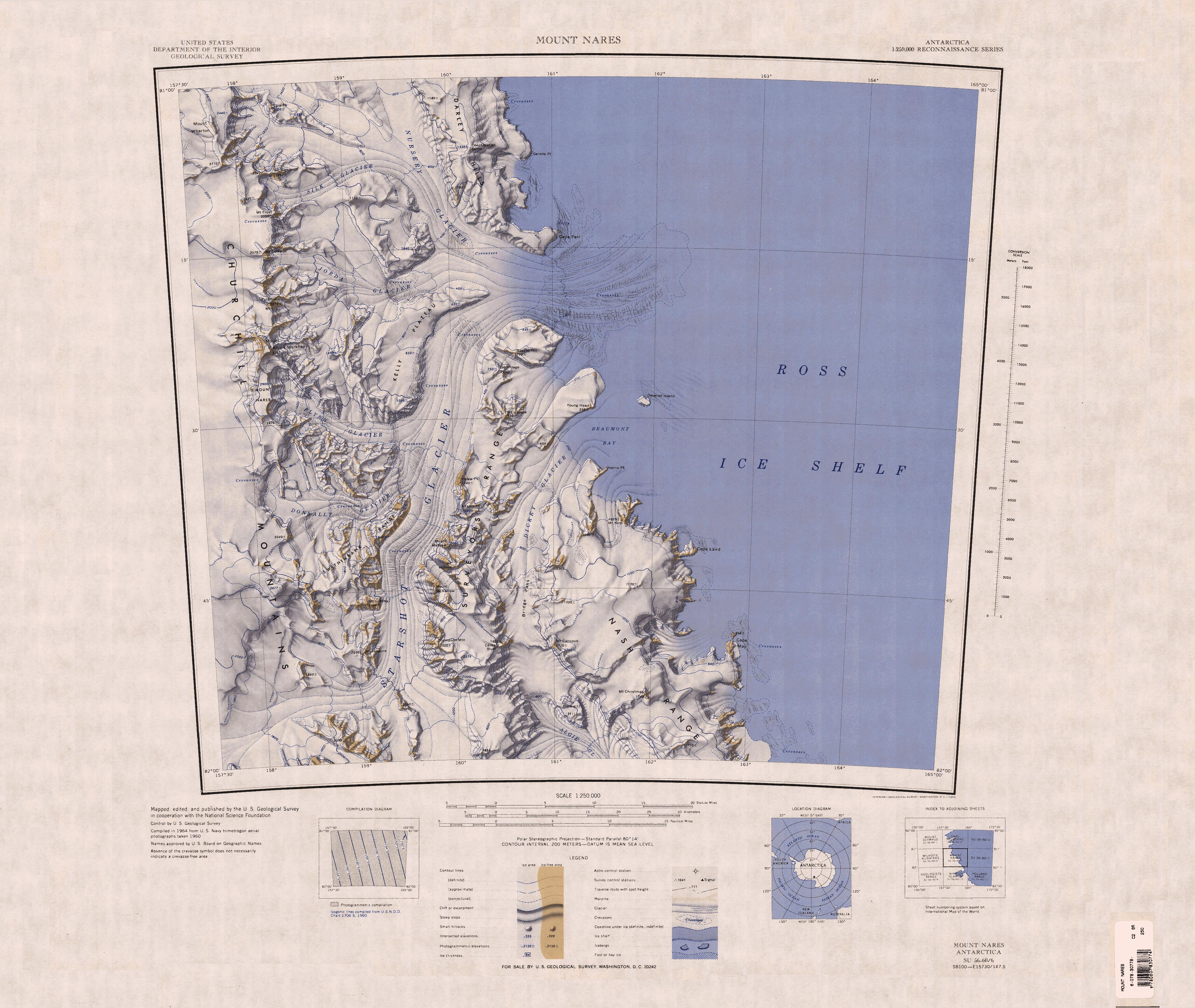
デバーロール島を示す地図

デバーロール島（デバーロールとう、英語: Deverall Island）は、ボーモント湾の北東付近、ロス棚氷の氷に覆われた小さな島である。1960年から1961年にかけて行われたニュージーランド地質観測所南極観測隊のスコット基地通信士ウィリアム・H・デバーロールにちなんで命名された。世界最南端の島とされている（南緯81度28分 東経161度54分 / 南緯81.467度 東経161.900度座標: 南緯81度28分 東経161度54分 / 南緯81.467度 東経161.900度）。